# Pseudogyroneuron
Pseudogyroneuron är ett släkte av steklar. Pseudogyroneuron ingår i familjen bracksteklar.
Kladogram enligt Catalogue of Life:
| Pseudogyroneuron | \| \| Pseudogyroneuron javanum \| \| \| \| \| \| Pseudogyroneuron mindanaense \| \| \| \| \| \| Pseudogyroneuron spilonotum \| \| \| \| |
|                  | \| \| Pseudogyroneuron javanum \| \| \| \| \| \| Pseudogyroneuron mindanaense \| \| \| \| \| \| Pseudogyroneuron spilonotum \| \| \| \| |
|                  | Pseudogyroneuron javanum |
|                  | |
|                  | Pseudogyroneuron mindanaense |
|                  | |
|                  | Pseudogyroneuron spilonotum |
|                  | |